# Freier Mitarbeiter
Freie Mitarbeiter (englisch freelancer) sind im Arbeitsrecht selbständige Arbeitskräfte, die aufgrund eines freien Dienst- oder Werkvertrages Aufträge selbständig und in der Regel persönlich ausführen, ohne dabei Arbeitnehmer des Auftraggebers zu sein.

## Deutschland
Die Begriffe Unternehmer/Arbeitgeber/Arbeitnehmer/Selbständiger/freier Mitarbeiter sind nicht immer leicht voneinander abzugrenzen. Der Rechtsstatus der freien Mitarbeiter hängt weitgehend von ihrem tatsächlich ausgeübten Arbeitsverhältnis ab. Maßgeblich für ihre Unterscheidung sind der Grad der persönlichen (Direktionsrecht des Arbeitgebers) oder wirtschaftlichen Abhängigkeit (Arbeitsentgelt), die Einbindung in eine fremde Arbeitsorganisation, die Wahl der Arbeitszeit oder des Arbeitsorts und die Bindung an fremde Weisungen.
Besonders in den Berufsgruppen der Gastronomie, des Verkehrsgewerbes, der Werbung und Medien im weitesten Sinne, vor allem im künstlerischen und kulturellen Bereich, im Journalismus oder der Informationstechnik, zunehmend aber auch in technischen Berufen gibt es häufig freie Mitarbeiter. Freelancer, die in virtuellen Teams zusammenarbeiten, nennt man auch E-Lancer (von englisch electronic). Hier kann der Unternehmer durch Beschäftigung freier Mitarbeiter sein Unternehmerrisiko durch geringere Personalkosten, keine Sozialabgaben und fehlenden Kündigungsschutz senken. Die Schöpfung des freien Mitarbeiters hat also vor allem betriebswirtschaftliche Gründe. Die verantwortlichen Medienmanager in den Unternehmen sehen im freien Journalismus ein unentbehrliches Regulativ bei ihrem Kostenmanagement.
Gleichbedeutend mit dem freien oder freischaffenden Mitarbeiter werden auch die Ausdrücke Freelancer oder Honorarkraft verwendet, im Englischen ist der Begriff Contractor üblich. Der englische Begriff Freelancer wurde von Sir Walter Scott (1771–1832) geprägt, der ihn in seinem Roman Ivanhoe als Bezeichnung für mittelalterliche Söldner verwendete (englisch lance; zu deutsch ‚Lanze‘).

### Rechtsfragen
Die Rechtsfrage über den Status freier Mitarbeiter erlangte erstmals im Januar 1982 an Bedeutung, als das Bundesverfassungsgericht (BVerfG) über vorangegangene Urteile des Bundesarbeitsgerichts (BAG) zu freien Mitarbeitern des WDR zu befinden hatte. Die Rundfunkanstalten beschäftigen neben unbefristet angestellten Arbeitnehmern zahlreiche „freie Mitarbeiter“, die keinen Arbeitnehmerstatus haben und demgemäß auch nicht den arbeitsrechtlichen Kündigungsschutz genießen. Der Kreis der als freie Mitarbeiter geführten Personen ist sehr verschiedenartig zusammengesetzt. Er reicht von den in die betrieblichen Produktionsprozesse nicht oder kaum integrierten Autoren und Komponisten über die im journalistisch-redaktionellen Bereich vielfach im Team mit anderen tätigen Reportern und Realisatoren, Herstellern von Dokumentationen, Features und anderen Programmbeiträgen, den Regisseuren, Darstellern, Sprechern, Präsentatoren, den dem Produktionsbereich zuzuordnenden Kameraleuten und Bildregisseuren bis hin zu den Maskenbildnern, Kostümbildnern und Filmeditoren sowie den eher kaufmännisch-organisatorisch tätigen Produktionsleitern, Aufnahmeleitern und Requisiteuren. Die Tätigkeiten freier Mitarbeiter überschneiden sich weithin mit denen, die so oder ähnlich auch von festangestellten Arbeitnehmern ausgeübt werden.
Es handelt sich um beruflich selbständige Personen mit einem Dienstvertrag im Sinne des § 611 BGB. Auf sie finden die Regeln des Arbeitsrechts keine Anwendung. Sie können jedoch „arbeitnehmerähnliche Personen“ sein, sodass teilweise arbeitsrechtliche Bestimmungen gelten (§ 12a TVG). Eine arbeitnehmerähnliche Person fällt z. B. nach § 2 BUrlG unter das Bundesurlaubsgesetz mit der Folge, dass sie gegenüber dem einzigen Auftraggeber einen Anspruch auf bezahlten Urlaub nach § 1 BUrlG hat. Arbeitsgerichtlich gelten sie als Arbeitnehmer (§ 5 Abs. 1 ArbGG). Ein Lektor, der sowohl seine Arbeitszeit als auch seinen Arbeitsort selbst bestimmen darf, ist freier Mitarbeiter. Honorarlehrkräfte sind dann freie Mitarbeiter, wenn Arbeitsinhalt und Arbeitszeit einzelvertraglich geregelt und damit dem Weisungsrecht des Arbeitgebers entzogen wurden.
Umsatzsteuerliche Behandlung
Für die Umsatzsteuer ist entscheidend, ob der freie Mitarbeiter Arbeitnehmer oder Unternehmer ist. Das gilt auch für die Lohnsteuer (Arbeitnehmer) und die Einkommensteuer durch § 18 EStG und § 15 EStG. Arbeitnehmer ist, wer weisungsunterworfen ist und seine Arbeitszeit nach fremden Vorgaben zu leisten hat. Dem entspricht zumeist die feste Bezahlung nach Stunden etc. Aus Rechnungen des Arbeitnehmers kann der Arbeitgeber keine Vorsteuer abziehen, der Arbeitnehmer aber schuldet die in einer Rechnung ausgewiesene Umsatzsteuer. Der Arbeitgeber ist auch nicht gutgläubig, da er die Arbeitsverhältnisse vor Ort und die Weisungsunterworfenheit des Arbeitnehmers kennt.
Sozialversicherungsrechtliche Probleme
Die Einordnung im Sozialversicherungsrecht kann von der steuerlichen Einordnung abweichen. Bei Arbeitnehmern muss der Arbeitgeber ggf. die Sozialversicherungsbeiträge rückwirkend allein nachzahlen. Es lohnt daher die Beweisvorsorge und gegebenenfalls eine sogenannte Statusfeststellung, ob ein weisungsgebundenes Arbeitsverhältnis oder eine selbständige Tätigkeit ohne Eingliederung in den fremden Betrieb vorliegt.

### Vertragsverhältnis und Bezahlung
Die Höhe des Entgelts in Verbindung mit der Herkunft des Entgelts spielt für die wirtschaftliche Abhängigkeit freier Mitarbeiter eine entscheidende Rolle. Ein Indiz für freie Mitarbeiter ist unter anderem, dass ihnen gemäß § 12a Abs. 1 Nr. 1b TVG von einer Person im Durchschnitt weniger als die Hälfte des Entgelts bezahlt wird oder sie für mehr als einen Auftraggeber tätig sind. Erhalten sie mehr als die Hälfte, so besitzen sie den Rechtsstatus arbeitnehmerähnlicher Personen.
Im Gegensatz zu Arbeitnehmern, bei denen der Arbeitgeber neben dem Arbeitsentgelt noch die Lohnnebenkosten trägt, erhält der freie Mitarbeiter in Deutschland ausschließlich ein vertraglich vereinbartes Entgelt (je nach Arbeitsgebiet auch Honorar oder Gage genannt). Von diesem Entgelt muss er alle mit seiner beruflichen Tätigkeit zusammenhängenden Kosten (Betriebsausgaben und Steuern) selbst tragen, Arbeitgeberanteile gibt es nicht.
Freie Mitarbeiter können stundenweise oder pauschal für die Erledigung eines Auftrags bezahlt werden. Ersteres wird in der Regel durch einen Honorar- oder Dienstvertrag geregelt, Letzteres durch einen Werkvertrag. In der theoretischen Reinform beinhaltet ein Dienstvertrag keinen konkreten Erfolgsnachweis, insbesondere jedoch keine Nachbesserungspflicht. Dies wird nur bei Spezialformen des Dienstvertrages, etwa Arbeitsverträgen oder Dienstverträgen bei Geschäftsführern, umgesetzt. Bei Verträgen mit freien Dienstleistern wird im Regelfall auch bei Abrechnungen nach Aufwand erst bei Erreichen bestimmter Zwischenziele oder Abnahmen per Unterschrift gezahlt bzw. der in Rechnung stellbare Aufwand vorher abgezeichnet, ähnlich wie meist bei Handwerkern. Diese, oft unbewusste, Mischung zwischen Dienst- und Werkvertrag stellt damit eine der häufigsten Abrechnungsformen dar.

### Abgrenzungen
Selbständigkeit setzt voraus, dass es sich weder um „arbeitnehmerähnliche Personen“ (etwa § 92a HGB; Einfirmen-Handelsvertreter) oder des § 12a TVG (Freiberufler für Rundfunk- und Fernsehanstalten, die wirtschaftlich abhängig und vergleichbar einem Arbeitnehmer sozial schutzbedürftig sind) noch um Heimarbeiter oder Hausgewerbetreibende (§ 2 HAG) handelt. Arbeitnehmer ist, wer aufgrund eines privatrechtlichen Arbeitsvertrages im Dienste eines anderen zur Leistung weisungsgebundener, fremd bestimmter Arbeit in persönlicher Abhängigkeit (Direktionsrecht) verpflichtet ist und in eine fremde Arbeitsorganisation eingegliedert ist. Scheinselbstständigkeit liegt etwa vor, wenn ein freier Mitarbeiter die gleichen Aufgaben erledigt wie ein angestellter Mitarbeiter und von einem Vorgesetzten direkte Weisungen erhält. Weitere Hinweise auf eine Scheinselbstständigkeit sind unter anderem ein fester Arbeitsplatz im Büro, eine eigene Telefonnummer und/oder Firmen-E-Mail-Adresse oder regelmäßige Rechnungen in identischer Höhe.
Freie Mitarbeiter dürfen nicht mit Freiberuflern verwechselt werden, zu denen die selbständig ausgeübte wissenschaftliche, künstlerische, schriftstellerische, unterrichtende oder erzieherische Tätigkeit, die selbständige Berufstätigkeit der Ärzte, Zahnärzte, Tierärzte, Rechtsanwälte, Notare, Patentanwälte, Vermessungsingenieure, Ingenieure, Architekten, Handelschemiker, Wirtschaftsprüfer, Steuerberater, beratenden Volks- und Betriebswirte, vereidigten Buchprüfer, Steuerbevollmächtigten, Heilpraktiker, Dentisten, Krankengymnasten, Journalisten, Bildberichterstatter, Dolmetscher, Übersetzer, Lotsen und ähnlicher Berufe gehören (§ 18 Abs. 1 Nr. 1 EStG).

### Funktion
Freie Mitarbeiter sind oft hochqualifiziert und auf bestimmte Aufgaben spezialisiert (z. B. als Programmierer, Journalisten, Lektoren, Museums-Kuratoren, Musiker, Dozenten, Dolmetscher und Übersetzer). Kennzeichnend für einen freien Mitarbeiter ist seine persönliche Unabhängigkeit. Der freie Mitarbeiter ist in der Gestaltung seiner Arbeitsbedingungen relativ frei und formal weder in zeitlicher, örtlicher oder fachlicher Hinsicht den Weisungen des Auftraggebers direkt unterworfen. Er ist gewöhnlich nicht in die Organisationsstruktur des Auftraggebers eingegliedert.

### „Feste Freie“, „Pauschalisten“ und arbeitnehmerähnliche Selbständige
Freie Mitarbeiter, die kontinuierlich Aufträge erhalten, werden oft als „feste Freie“ bezeichnet. Etwa in Medienberufen, z. B. bei Verlagen, ist noch eine weitere Unterart verbreitet, nämlich die „Pauschalisten“, die gegen ein pauschales monatliches Entgelt zu gewissen Themen Beiträge liefern. Der Verdacht der Scheinselbständigkeit liegt bei solchen Konstellationen nahe. Gegen M. DuMont Schauberg ermittelte Mitte 2015 der Deutsche Zoll. Der Axel Springer Verlag hat im Februar 2015 eine Selbstanzeige abgegeben. Spiegel Online entließ 2014 alle freien Mitarbeiter, die seit mindestens zwei Jahren für das Medium gearbeitet hatten, und befristet entsprechende Tätigkeiten seitdem auf diese Dauer.
Andererseits haben einige Medien ihre „festen Freien“ seit 2014 systematisch in Festangestellte umgewandelt und den Konflikt so zugunsten der Mitarbeiter aufgelöst. Die Süddeutsche Zeitung informierte im Dezember 2015, dass sie die in die redaktionelle Arbeit einbezogenen Pauschalisten in der Online- und der Print-Redaktion fest einstellt. Der Berliner Tagesspiegel hat im Gegensatz dazu im November 2015 die Aufträge aller freien Mitarbeiter storniert, auch bereits geschriebene blieben unbezahlt. Dies demonstriert das erhöhte Berufsrisiko freier Mitarbeiter, wenn sie zu den Selbständigen mit hohen Abhängigkeiten von einem oder wenigen Auftraggebern gehören.
Der Gesetzgeber hat den arbeitnehmerähnlichen Selbständigen definiert, der einer erhöhten Abhängigkeit unterliegt und im Wesentlichen nur einen Auftraggeber hat. Arbeitnehmerähnliche Selbständige unterliegen der Rentenversicherungspflicht.

### Vor- und Nachteile

#### Für die freien Mitarbeiter
Die Arbeit als freier Mitarbeiter hat den Vorteil, nicht wie ein Arbeitnehmer weisungsgebunden zu sein. So kann die Arbeitszeit frei eingeteilt werden. Je nach den technischen Möglichkeiten können Arbeiten teilweise von der eigenen Wohnung aus oder an einem beliebigen Ort ausgeübt werden.
Wesentliches Kennzeichen der freien Mitarbeit ist die Möglichkeit, für mehrere Auftraggeber tätig zu sein. Ob dies genutzt wird, insbesondere, ob gleichzeitig oder nacheinander, ist davon unabhängig und kann der freie Mitarbeiter nach Marktmöglichkeiten und Zeit frei entscheiden. Dies ist ein Gegensatz zur Treuepflicht des Arbeitnehmers, der seine Arbeitsleistung im Regelfall uneingeschränkt einem Arbeitgeber zur Verfügung stellen muss, zumindest dessen Zustimmung unterliegt.
Ähnlich wie der Arbeitnehmer von seinem Arbeitgeber abhängig ist, unterwirft sich der freie Mitarbeiter der Marktentwicklung und den Kundenwünschen, das Arbeits- und Begegnungsverhältnis ist jedoch ein anderes. Bei der Kreditwürdigkeit kann es eine Einschränkung bedeuten, weil oft kein festes Einkommen nachgewiesen werden kann. Der freie Mitarbeiter trägt die Kosten seiner Büro- und Geschäftsausstattung sowie Versicherungen für Berufshaftpflicht, Krankheit und Altersversorgung in vollem Umfang selbst.
Da freie Mitarbeiter keine Arbeitnehmer sind, haben sie auch nicht die Rechte eines Arbeitnehmers, vor allem keinen Anspruch auf bezahlten Urlaub (außer bei arbeitnehmerähnlichen Personen) und auf Entgeltfortzahlung im Krankheitsfall.
Das Zeitmanagement spielt eine große Rolle. Die Spannbreite reicht von freien Mitarbeitern, die sich eine wesentlich kürzere Arbeitszeit als der Durchschnittsarbeitnehmer und viel Freizeit leisten können, bis zu denjenigen, die je nach Persönlichkeit und Marktlage ihre Arbeitskraft rund um die Uhr anbieten.
Einen Kündigungsschutz wie bei Arbeitnehmern gibt es nicht. Anderseits ist ein freier Mitarbeiter an den jeweiligen Vertrag gebunden und zur Erfüllung verpflichtet, im Extremfall auch zu Schadensersatz bei Nichterfüllung.

#### Für die Auftraggeber
Freie Mitarbeiter werden häufig eingesetzt, wenn Personalengpässe eintreten, feste Mitarbeiter aber wegen der hohen Fixkosten auf Dauer nicht rentabel wären. Freie Mitarbeiter sind viel flexibler einsetzbar. Es gibt keinen Kündigungsschutz, da sie meist nur für einen speziellen Auftrag oder ein Projekt vertraglich gebunden werden. Im Gegensatz zu den gesetzlich bzw. tariflichen geregelten Verträgen mit einem Arbeitnehmer kann der Arbeitgeber bzw. Auftraggeber die Bedingungen im Einzelfall frei gestalten.
Durch den Einsatz freier Mitarbeiter kann das Wissen der festangestellten Mitarbeiter auf den neuesten Stand gebracht werden. Die Unternehmen können von den Erfahrungen profitieren, die freie Mitarbeiter in anderen Firmen gesammelt haben.
Nachteilig ist, dass freie Mitarbeiter nur bei langfristigen Verträgen ständig zur Verfügung stehen. Viele kleinere Aufgaben im Betriebsalltag, die man sonst einem Angestellten übertragen würde, kann man kaum von freien Mitarbeitern erledigen lassen, weil es zu langwierig und teuer wäre, dafür eigens einen zu beauftragen.
Ein weiterer Nachteil ist die manchmal fehlende Vertrautheit mit dem Unternehmen. So müssen sich manche freien Mitarbeiter erst in den Betrieb oder in ein bestimmtes Projekt einarbeiten, bis sie die volle Leistung in dem Bereich bringen können.

## Österreich
In Österreich bestehen für freie Mitarbeiter mehrere mögliche Beschäftigungsarten:
- als freischaffender Selbständiger etwa auf Basis von normaler Rechnung, Honorarnoten oder Werkverträgen
  - als normaler gewerblich Erwerbstätiger (gewerbescheinpflichtig, Wirtschaftskammermitglied)
  - als Freiberufler (gewerbescheinpflichtig, kein Wirtschaftskammermitglied)
  - als neuer Selbständiger (nicht gewerbescheinpflichtig, kein Wirtschaftskammermitglied)
- oder als freier Dienstnehmer mit einem freien Dienstvertrag (eine Form des Arbeitnehmers, Arbeiter–Angestellten-Kammermitglied)

Neben den klassischen gewerblichen Unternehmen, typischerweise Selbständige ohne eigene Arbeitnehmer, wurden in den letzten Jahren die drei weiteren Formen geschaffen, um Scheinselbständigkeit, also das Abwälzen der Soziallasten auf den Werktätigen durch spezielle Vertragskonstruktionen (Umgehungsverträge), zu unterbinden. Alle diese Formen sind heute pflichtversichert, jedoch sind die Sozialleistungen nicht so umfangreich wie bei Arbeitnehmern (können aber durch Zusatzangebote ergänzt werden). Zusätzlich wird sowohl von den Sozialversicherungen wie den Kammern, aber auch dem Finanzamt zunehmend strenger geprüft, ob nicht ein echtes Arbeitnehmerverhältnis vorliegt. Besonders die freien Dienstverträge (um 50.000) sind seither am Abnehmen, aber die Werkverträge am Zunehmen.
Einer Mitglieder-Befragung der Gewerkschaft der Privatangestellten (GPA-DJP) zufolge schätzen nur 55 Prozent ihren Arbeitsvertrag als korrekt ein, über 16 Prozent vermuten rechtliche Ungereimtheiten (der Rest weiß es nicht). Das Honorar selbst verhandeln können danach nur knapp 29 Prozent der Männer und 14 Prozent der Frauen. Nachdem die Problematik der Sozialleistungen also weitgehend in den Griff bekommen wurde, dürften derzeit also der Verdienst selbst das Problem zu sein, da für Werk- und freien Dienstverträgen eine Entsprechung zum Mindestlohntarif oder dem Kollektivvertrag fehlt.

## Schweiz
In der Schweiz wird als Freelancer (auch freier oder freischaffender Mitarbeiter) eine Person bezeichnet, die für ein Unternehmen Aufträge ausführt, ohne dabei wie ein Arbeitnehmer in das Unternehmen eingegliedert zu sein. Das Arbeitsmodell der freien Mitarbeit wird aus Sicht des Mitarbeiters als flexible Arbeitsform und unternehmerseitig wegen Bedarfsschwankungen und zwecks Kostensenkung gewählt. Oft bleibt dabei unklar, ob Arbeits- oder Auftragsrecht anwendbar ist. Sozialversicherungsrechtlich werden Freelancer oft als Arbeitnehmer qualifiziert, was hinsichtlich der Prämientragungslast gelegentlich zu Streitigkeiten zwischen Auftraggeber und freiem Mitarbeiter führt (Konfliktfeld zwischen Vertragsrecht und Sozialversicherungsrecht).